# Internationaler Verein der Frauenmuseen

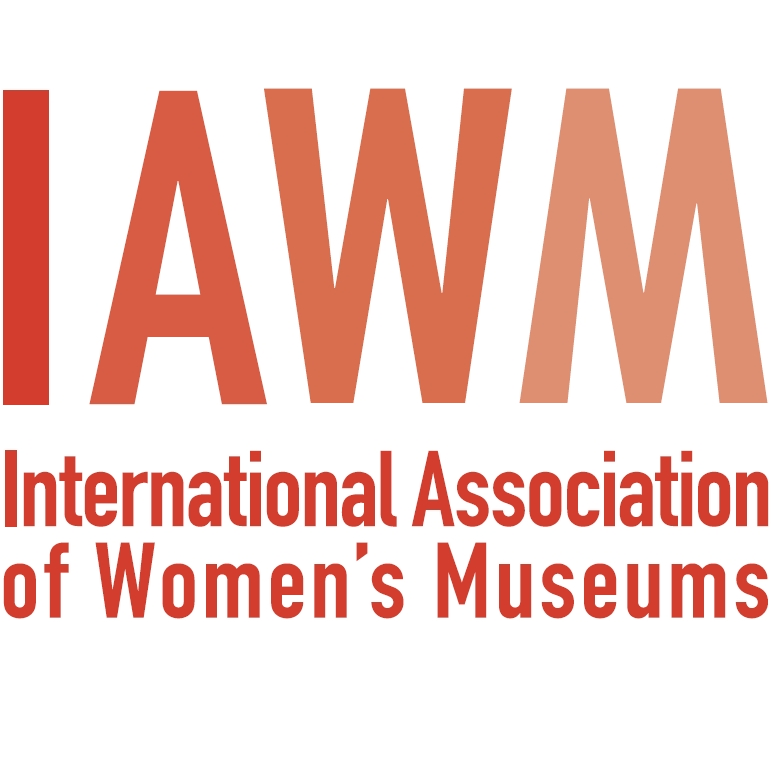
International Association of Women's Museums

Der Internationale Verein der Frauenmuseen (englisch The International Association of Women’s Museums, kurz: IAWM) ist ein Dachverband mit Gründungssitz in Bonn und heutigem Sitz in Meran. Das Netzwerk der Frauenmuseen wurde 2008 in Meran gegründet und 2012 in Alice Springs in einen Verein umgewandelt. Der Verein hat das Ziel, Frauenmuseen weltweit zu verbinden und deren Interessen zu vertreten.
Der IAWM wird von sechs Vorstandsmitgliedern aus verschiedenen Kontinenten geleitet, deren Vorsitzende zurzeit Mona Holm vom Frauenmuseum Norwegen ist. Koordinatorin des Netzwerks ist Astrid Schönweger vom Frauenmuseum Meran.

## Ziele
Der IAWM hat das Ziel, die Frauenmuseen in ihrer Sichtbarkeit zu stärken, die globale Kooperation und gegenseitige Unterstützung zu fördern und internationale Anerkennung in der Museumswelt zu erreichen. Die zusammengeschlossenen Frauen- und Gendermuseen setzen sich insbesondere für Frauenrechte und eine „Gender-demokratische Gesellschaft“ ein.
Der Verein fungiert als Verbindungs-, Vernetzungs- und Vermittlungsstelle von Frauenmuseen und Initiativen weltweit.

## Vereinsarbeit
Für die Erreichung der Ziele setzt der IAWM
- auf die Präsenz im Internet mit einer Homepage, Facebook und Twitter. Dabei werden die Tätigkeiten von IAWM nach außen getragen, immer wieder auf die Aktivitäten aufmerksam gemacht und relevante Frauenthemen behandelt.
- auf regelmäßig stattfindende internationale Kongresse, die vom IAWM mit dem jeweiligen Gastgeber-Museum organisiert werden.
- auf Kooperationen von Frauenmuseen und gemeinsame Projekte, wie z. B. das EU-Projekt She Culture.
- auf Austausch mit anderen Netzwerken, u. a. ICOM, UN WOMEN.

## Entstehung von Frauenmuseen
Frauenmuseen gibt es weltweit auf allen Kontinenten, die zu einem großen Teil unabhängig voneinander entstanden sind. Die Frauenmuseen der Vereinigten Staaten und Europas haben ihren Ursprung in der Zweiten Frauenbewegung und dem damit zusammenhängenden neuen Verständnis von Geschichte als Gendergeschichte. Aber auch die Museen anderer Kontinente wurzeln in dem Verständnis eines modernen Feminismus. Sie bringen Geschichte, Kultur und Kunst von Frauen einem interessierten Publikum näher.
Frauenmuseen sollen die Erziehung, Selbstsicherheit und Stärkung der Frauen fördern und  Bewusstseinstraining, Möglichkeiten für unabhängiges Handeln und Werkzeuge zur Überwindung von Diskriminierung bieten.

## Entstehung des IAWM
Der Verein IAWM entstand aus dem Netzwerk der Frauenmuseen, das 2008 in Meran gegründet worden war. Das Frauenmuseum Meran und das Frauenmuseum Senegal luden damals zur ersten Konferenz, bei der auf Anhieb 25 Frauenmuseen aus allen fünf Kontinenten zusammenkamen. Die iranische Friedensnobelpreisträgerin Shirin Ebadi war als Patin beim Kongress eingeladen und wurde daraufhin zur dauerhaften Patin des Netzwerkes. Ihre Aussage von 2003 „Es sind die Frauen, die die Geschichte der Welt schreiben! Es sollte in jedem Land in dieser Welt ein Frauenmuseum existieren!“ ist zum Leitwort des Vereins geworden.
2012 wurde schließlich aus dem Netzwerk der Frauenmuseen bei seinem 4. Internationalen Kongress in Alice Springs der Verein IAWM gegründet. Seitdem finden im Abstand von vier Jahren die internationalen Treffen des Vereins und, wenn gewünscht, um zwei Jahre versetzt die kontinentalen Treffen der Vereinsmitglieder statt.

## Liste der Konferenzen
- Juni 2008: 1. Internationaler Kongress der Frauenmuseen in Meran
- Juli 2009: 2. Internationaler Kongress in Bonn
- Mai 2010: 3. Internationaler Kongress in Buenos Aires
- Oktober 2011: 1. Europäische Konferenz in Berlin
- Mai 2012: 4. Internationale Konferenz in Alice Springs
- Oktober 2013: 2. Europäische Konferenz in Berlin
- November 2014: 3. Europäische Konferenz in Bonn
- November 2016: 5. Internationale Konferenz in Mexiko-Stadt
- Oktober 2018: 4. Europäische und 1. Europäisch-Asiatische Konferenz in Istanbul[5]
- August 2021: 6. Internationale Konferenz in Hittisau[6]